# ود آب
ود آب (به لاتین: Vod Ab) یک منطقهٔ مسکونی در افغانستان است که در ولایت بدخشان واقع شده‌است.